# Maurice Grevisse
Maurice Grevisse (Rulles, Bélgica, 7 de octubre de 1895–La Louvière, Bélgica, 4 de julio de 1980) es un lingüista belga que consagró su carrera a estudiar la gramática del francés. El resultado de dicho estudio es la conocida obra “Le Bon Usage” (“El Buen Uso”), aunque también se la conoce familiarmente como “el Grevisse”, cogiendo así el apellido de su autor. 

## Biografía
Maurice Grevisse nació el 7 de octubre de 1895 en Rulles, Bélgica. Creció en el seno de una familia de herreros, por lo que él siempre sintió la presión de continuar con el negocio familiar. Sin embargo, siempre manifestó su vocación de convertirse en profesor de primaria. Accede al colegio de Carlsbourg, donde recibe su diploma de maestro en 1915. Posteriormente, se inscribe en el colegio de Malonne, donde imparte clases de literatura, para después ocupar el puesto de profesor de francés en el École des Pupilles de l’armée en Marneffe. Durante este periodo, únicamente estudia el latín y el griego. Continuando con su carrera, recibe clases de filología clásica en la Universidad de Lieja. En 1925, recibe el título de Doctor en Filología clásica. En 1927 ejerce como profesor en el École royale des cadets en Namur. 
Tras haber ejercido de maestro de primaria y de profesor de enseñanzas superiores, Grevisse se da cuenta de que los manuales de gramática existentes no cumplían con las necesidades con las que se encontró en su periodo académico, por lo que recoge sus apuntes y sus notas en un nuevo concepto al que titula Le Bon Usage. Amante de la gramática, Raoul Grosjean, también profesor, estuvo en continuo contacto con Maurice, a quien le transmitió numerosos manuscritos sobre sus reflexiones en relación con su especialidad de gramático. Un gran número de editores de renombre rechazaron su trabajo, por lo que finalmente es Gembloux, un modesto editor, quien lo publicaría en el año 1936. La casa Duculot entró al mercado, y el gran éxito de esta obra estará vigente incluso durante la Segunda Guerra Mundial. André Gide citará Le Bon Usage como la mejor gramática de la lengua francesa de la época. El lexicógrafo Paul Robert emitirá en 1980 una más rotunda opinión sobre la misma: Le Bon Usage es “la mejor gramática de la lengua francesa”, afirmación defendida también por Robert le Bidois.
André Goosse nos explica en el prólogo a la 12.ª edición el porqué de las modificaciones del Bon Usage. Numerosas notas han sido incluidas en la obra desde su creación, resultando al final el doble de contenido. Goosse defiende que estas adiciones tratan de “modernizar sin que el libro deje de ser accesible al lector culto pero no especialista y sin que se vea privado de las respuestas que busca”.
La carrera de Grevisse será reconocida con numerosas distinciones, como el premio De Keyn de la Real Academia de Bélgica en 1939 y la medalla de oro de la Academia Francesa en 1946. Maurice Grevisse fue nombrado oficial de la Legión de Honor en 1971. Desde 1967 hasta su muerte en 1980, fue miembro del Consejo internacional de la lengua francesa. El Instituto Jules Destrée, tras un voto emitido por personalidades políticas y académicas, lo incluyó entre los “Cien Valones” del siglo XX.  
Maurice Grevisse fallece el 4 de julio de 1980 tras haber confiado la continuación del Bon Usage a su yerno, André Goosse.